# 土屋喜久
土屋 喜久（つちや よしひさ、1962年11月17日 - ）は、日本の厚生労働官僚。厚生労働省大臣官房審議官や、厚生労働省職業安定局長を経て、厚生労働審議官。

## 人物・経歴
群馬県前橋市出身。1981年群馬県立前橋高等学校卒業。1984年国家公務員採用上級甲種試験 (法律）合格。1985年東京大学法学部卒業、労働省入省、労働基準局労災管理課。1986年福岡県労働部職業安定課。1987年労働省職業安定局特別雇用対策課。1989年労働省職業安定局高齢・障害者対策部企画課。1991年労働省大臣官房総務課。
1993年労働省職業安定局高齢障害者対策部障害者雇用対策課長補佐。1994年長野県社会部職業安定課長。1996年労働省婦人局婦人政策課長補佐。1997年労働省女性局女性政策課長補佐。1998年労働省大臣官房総務課行政改革実施準備室長補佐。2000年労働省大臣官房地方課長補佐。2001年厚生労働省職業安定局業務指導課雇用情報企画官。2002年厚生労働省大臣官房総務課企画官兼労働基準局。
2004年厚生労働省職業安定局高齢障害者雇用対策部障害者雇用対策課長。2007年厚生労働省労働基準局勤労者生活部企画課長。2008年内閣官房内閣参事官 (内閣官房副長官補付）。2010年厚生労働省職業安定局派遣・有期労働対策部企画課長。2011年厚生労働省職業能力開発局総務課長。
2012年厚生労働省大臣官房参事官 (人事担当）。2013年厚生労働省大臣官房人事課長。2014年厚生労働省労働基準局安全衛生部長。2015年厚生労働省大臣官房審議官（労災、賃金担当）。2016年厚生労働省大臣官房審議官（労働条件政策担当）。
2018年厚生労働省職業安定局長。2019年から厚生労働審議官を務め、毎月勤労統計調査の不正問題を受け再発防止策策定などにあたった。2021年退職。2022年戸田みらい基金理事、障害者雇用企業支援協会顧問。2023年株式会社FVP執行役員、株式会社ハートフル松本FVP執行役員、学校法人ものつくり大学顧問。2024年4月学校法人ものつくり大学理事長。